# Péterfy Tamás
Péterfy Tamás (Nagyajta, Háromszék vármegye, 1871. március 22. – Budapest, 1955. november 28.) székely író, az országos magyar gazdasági egyesület tisztviselője.

## Élete
Péterfi Dávid székely unitárius vallású földművelő és Demeter Juliánna fia. Tizenkét gyermek közül a szülők a legnagyobbat Gidát taníttatták, Tamást a hatodik gyermeket iparosnak szánták és 12 éves korában boltos inasnak adták Barótra. A szülőfalujában járt öt elemi osztályt, inasként végezte Baróton a gazdasági felső népiskola három osztályát. Mint segéd volt Parajdon, Fogarason. Ez utóbbi helyen a német és román nyelvet tanulta meg, majd Székelykeresztúr, Sepsiszentgyörgy, Torda és Marosvásárhely voltak állomásai, közben nyáron utazott, bejárta Erdélyt. 1899 tavaszán a marosvásárhelyi intelligencia, mint írót, fölsegítette a kereskedelmi és iparkamarai hivatalba. Ugyanazon év júniusában Pestre ment és mesék, tárcák írásával kereste kenyerét; a Heller Lujza grófnőtől kapott segélyt szüleinek küldte, akik ekkor anyagilag tönkrejutottak és ezután is segélyezte őket. Egy évig mint kisegítő bejárt az országos magyar gazdasági egyesület szaklapjához, a Köztelekhez, ahol egy év után állandó alkalmazott, majd gyakornok, belmunkatárs és főmunkatárs lett, az egyesületnek pedig rendszeresített tisztviselője. Közgazdasági munkáiért az országos gazdaszövetség 1904-ben elismerő oklevéllel tüntette ki. Hat évi kóborlás alatt a székelyek, oláhok és cigányok között alapos néprajzi ismereteket szerzett; nászalkalmakkor rigmust mondó vőfély volt és mint jó táncost ismerték. Az Országos Magyar Gazdasági Egyesület tisztviselője volt 1923-ig. Elhunyt 1955. november 28-án este fél 9 órakor, örök nyugalomra helyezték 1955. december 1-jén a Rákoskeresztúri temetőben.
Elbeszéléseket, rajzokat, költeményeket és gazdasági humorisztikus szaktárcákat írt a Képes Családi Lapokba (1892-95.), az Én Ujságomba, Budapesti Naplóba, Molnárok Ujságába, Brassói Lapokba, Magyar Családba, a Vidéki Költők Albumába (Kassa, 1896. költemények), és az Agrár Albumba (1903.); a Független Ujságnak segédszerkesztője volt.

## Munkái
- Székely atyafiak. Elbeszélések, népdalok, emlékversek. Sepsi-Szent-György, 1894 (jövedelméből a kereskedő ifjak díszes selyem zászlót készítettek)
- 201 magyar és székely népdal. Torda, 1895
- Székelyföldről. Elbeszélések, góbéságok. Marosujvár, 1896
- Fenyőváry Ibolyka. Eredeti székely regény. Marosvásárhely, 1897 (a Független Ujságban, 1903)
- Molnár család. Regény. Székely-Udvarhely, 1897
- Paraszt dráma. Regény. Marosvásárhely, 1898 (2. kiadása: Kis-székely pusztulása cz. Bpest, 1901. Előbb a Független Ujságban)
- A kis vőfély. Eredeti székely magánjelenet. Uo. 1899
- Szittya dalok. Népdalok és versek. Uo. 1899
- Petőfi regék. Írta és népmesék után átdolgozta. Uo. 1899 (Ism. Vasárnapi Ujság 26. sz., M. Kritika 22., Máramaros 29., M. Szalon XXXI., 2. k. Bpest, 1904. Székely Könyvtár 1. sz.)
- Közös sors. Eredeti székely regény. Bpest, 1900. Két kötet (Képes családi Lapok kiadása)
- Gyászkirály. Regény. Bpest, 1901 (A Budapesti Hirlap kiadása)
- Székely mesék. Sok szép képpel jó gyermekek számára. Uo. 1903 (Szerző arczk. a czímlapon. 2. kiadás. Uo. 1904. Székely Könyvtár 4. sz.
- Góbéságok. Kaczagtató székely históriák és elbeszélések. Uo. 1903 (2. kiadás. Uo. 1904. 6. ezer)
- Czigány mesék jó gyermekek számára. Uo. 1905 (sajtó alatt)
- Kéz a kézben. Uo. 1905 (Sajtó alatt. Mind a kettő a Székely-Könyvtárban)
- Magyarország végnapjai (regény)
- Fekete könyv (regény, 1911, 1. kiad. 1923)
- Miért veszett el Erdély (tanulmány, 1923)
- A Gellért-dolomit (regény, 1923)
- Harcban a szabadságért (regény, 1924)
- A Cenk beszél (regény, 1924)
- A szőllősi boszorkány (1925)
- Az élet ura (regény, Cleveland, 1926)
- Rajongók (1926)

A lapokban megjelent regényei: Szegény Bardóczné (Képes Családi Lapokban 1897.); Mi a legdrágább (Függetlenségben); Harczban a szabadságért (Független Ujság 1902); Hogy lett a székelyből góbé? regényes mese az Apaffiak korából, 2 kötet (Független Ujság 1904.).
Több színdarabját Erdélyben előadták; mint Háromszéki rózsák (népszinmü, 1896); Petőfi a székelyföldön (1899, előadták 1922. Budapesten is); A góbék (bohózat).
Eredeti népdalai közül Dankó Pista huszat, Greisinger Iván tizenegyet zenésített meg.
Szerkesztette a Székely-Könyvtárt 1904 szeptemberétől.

### Kéziratban
Magyarország végnapjai, regény, 2 kötet; Fekete könyv, regény; Háromszéki rózsák, népszinmű, Dankó zenéjével (szinre került Marosujvárt 1896. és több erdélyi színpadon); Három góbé, eredeti székely bohózat; Petőfi Székelyföldön, színmű; A góbék, bohózat (két év óta a Népszínháznál).